# The Other Side
The Other Side je akustické album od americké heavy metalové kapely Godsmack, vydané 16. března 2004. Nahrávka obsahuje čtyři předělané písně ze starších desek („Asleep" je přejmenovaná verze singlu „Awake" ze stejnojmenného alba).
CD se probilo na 5. místo Billboard 200 s 98 000 prodanými kusy v úvodním týdnu, což je na EP velmi chvályhodné umístění. Ve Spojených státech je úspěch alba korunován zlatou certifikací (500 000+).
The Other Side představuje odklon od tradiční hutné a tvrdé hudby Godsmack k pomalému akustickém rocku. Podle zpěváka Sullyho Erny tak skupina ukázala „odlišnou tvář".
Z desky pochází dva singly: „Running Blind" a „Touché". Na písni „Touché" figuruje přizvaný Lee Richards (bývalý kytarista Godsmack) a zpěvák John Kosco z již zaniklé skupiny Dropbox.

## Seznam skladeb
1. „Running Blind" - 3:59
2. „Re-Align" - 4:23
3. „Touché" - 3:37
4. „Voices" - 3:44
5. „Keep Away" - 4:48
6. „Spiral" - 5:21
7. „Asleep" - 3:58

## Hitparády
Album - Billboard 200 (Severní Amerika)
| Rok  | Hitparáda     | Umístění |
| ---- | ------------- | -------- |
| 2004 | Billboard 200 | 5        |

Singly - Billboard (Severní Amerika)
| Rok  | Singl           | Hitparáda              | Umístění |
| ---- | --------------- | ---------------------- | -------- |
| 2004 | „Running Blind" | Mainstream Rock Tracks | 3        |
| 2004 | „Running Blind" | Modern Rock Tracks     | 14       |
| 2004 | „Touché"        | Mainstream Rock Tracks | 7        |
| 2004 | „Touché"        | Modern Rock Tracks     | 33       |

## Obsazení
Godsmack
- Sully Erna - zpěv, rytmická kytara, bicí, harmonika, produkce
- Tony Rombola - vedoucí kytara, vokály v pozadí
- Robbie Merrill - basa
- Shannon Larkin - bicí

Produkce
- David Bottrill - producent
- Bob Ludwig - mastering